# Unterseeboot 62 (1939)
Pour les articles homonymes, voir Unterseeboot 62.
Le Unterseeboot 62 ou U-62 est un sous-marin allemand (U-Boot) de type II.C de la Kriegsmarine de la Seconde Guerre mondiale.
Comme les sous-marins de type II étaient trop petits pour des missions de combat dans l'océan Atlantique, il a été affecté principalement dans la Mer du Nord.

## Historique
Mis en service le 21 décembre 1939, l'U-62 a servi comme sous-marin d'entrainement pour les équipages dans la Unterseebootsflottille "Emsmann", puis en janvier 1940 dans la 1. Unterseebootsflottille.
Il réalise sa première patrouille de guerre, quittant le port de Heligoland, le 13 février 1940, sous les ordres de l'Oberleutnant zur See Hans-Bernhard Michalowski. Il rejoint à Wilhelmshaven le 6 mars 1940 après 23 jours en mer.
L'Unterseeboot 62 a effectué 5 patrouilles dans lesquelles il a coulé 1 navire marchand de 4 581 tonneaux et 1 navire de guerre de 1 350 tonneaux pour un total de 109 jours en mer.
Sa cinquième patrouille commence le 10 juillet 1940, quittant Bergen, toujours sous les ordres de l'Oberleutnant Hans-Bernhard Michalowski et rejoint le port de Kiel, 24 jours plus tard le 2 août 1940
Il quitte le service actif le 30 septembre 1940 et rejoint le 1er octobre 1940 la 21. Unterseebootsflottille à Pillau pour servir à l'entraînement des équipages comme navire-école jusqu'en mars 1945.
Il est désarmé le 20 mars 1945 à Wilhelmshaven.
Le 5 mai 1945, pour exécuter les ordres de l'amiral Karl Dönitz pour l'Opération Regenbogen, l'U-62 est sabordé à Wilhelmshaven, dans l'entrée est du port à la position géographique de 53° 31′ N, 8° 10′ E. Après guerre, il est démoli.

## Affectations
- Unterseebootsflottille "Emsmann" à Kiel du 21 au 31 décembre 1939 (entrainement)
- 1. Unterseebootsflottille à Kiel du 1er janvier au 31 janvier 1940 (entrainement)
- 1. Unterseebootsflottille à Kiel du 1er février au 30 septembre 1940 (service active)
- 21. Unterseebootsflottille à Pillau du 1er octobre 1940 au 2 mars 1945 (navire-école)

## Commandements
- Kapitänleutnant Hans-Bernhard Michalowski du 21 décembre 1939 au 20 mai 1941
- Oberleutnant zur See Ludwig Forster du 120 mai à septembre 1941
- Oberleutnant zur See Max Wintermeyer de septembre au 4 novembre 1941
- Kapitänleutnant Waldemar Mehl du 5 au 19 novembre 1941
- Kapitänleutnant Horst Schünemann du 20 novembre 1941 au 13 avril 1942
- Oberleutnant zur See Dietrich Epp du 14 avril au 15 septembre 1942
- Oberleutnant zur See Adolf Schönberg du 16 septembre 1942 au 19 juillet 1943
- Oberleutnant zur See Horst Slevogt du 20 juillet 1943 au 31 octobre 1944 1944
- Leutnant zur See Hans-Eckart Augustin du 1er novembre 1944 au 20 mars 1945

## Patrouilles
|       | Commandant                      | Départ          | Départ        | Arrivée        | Arrivée       | Jours     | Succès  |
| ----- | ------------------------------- | --------------- | ------------- | -------------- | ------------- | --------- | ------- |
| 1     | Oblt. Hans-Bernhard Michalowski | 13 février 1940 | Heligoland    | 16 mars 1940   | Wilhelmshaven | 23 jours  |         |
| 2     | Oblt. Hans-Bernhard Michalowski | 4 avril 1940    | Wilhelmshaven | 25 avril 1940  | Kiel          | 22 jours  |         |
| 3     | Oblt. Hans-Bernhard Michalowski | 18 mai 1940     | Kiel          | 3 juin 1940    | Wilhelmshaven | 17 jours  | 1, 350  |
| 4     | Oblt. Hans-Bernhard Michalowski | 13 juin 1940    | Wilhelmshaven | 5 juillet 1940 | Bergen        | 23 jours  |         |
| 5     | Oblt. Hans-Bernhard Michalowski | 10 juillet 1940 | Bergen        | 2 août 1940    | Coulé         | 24 jours  | 4 581   |
| Total | Total                           | Total           | Total         | Total          | Total         | 109 jours | 5 931 t |

Note : Oblt. = Oberleutnant zur See

## Navires coulés
L'Unterseeboot 62 a coulé 1 navire marchand de 4 581 tonneaux et 1 navire d guerre de 1 350 tonneaux au cours des 5 patrouilles (109 jours en mer) qu'il effectua.
| Date            | Nom         | Nationalité     | Tonnage (GRT) | Convoi | Fait  |
| --------------- | ----------- | --------------- | ------------- | ------ | ----- |
| 29 mai 1940     | HMS Grafton | Grande-Bretagne | 1 350         |        | Coulé |
| 19 juillet 1940 | Pearlmoor   | Grande-Bretagne | 4 581         | SL-38  | Coulé |

### Sources
- (en) Cet article est partiellement ou en totalité issu de l’article de Wikipédia en anglais intitulé « German submarine U-62 (1939) » (voir la liste des auteurs).